# Baja Zeta

La Baja Zeta en el.

La Baja Zeta (en serbio: Доња Зета, romanizado: Donja Zeta) es una región histórica de Montenegro.
En las fuentes contemporáneas comienzan a distinguirse la Baja Zeta y la Alta Zeta hacia finales del siglo XIV, como resultado de la difusión del nombre Zeta. Ni la región de la Alta Zeta ni la Baja eran exclusivamente montañosas o planas. La zona baja ocupaba la zona entre el lago Skadar y el mar Adriático, con la actual Krajina (la orilla sur del lago) y las montañas Sutorman y Rumija. La frontera también seguía el curso del río Bojana, desde el lago Skadar hasta el mar. La zona baja de Zeta incluye la costa desde la desembocadura del río Bojana hasta la bahía de Kotor (sin contar la ciudad de Kotor y sus alrededores inmediatos) y, por lo tanto, también las áreas de las župa de Doclea en la costa adriática (Oblik, Kukova y Grbalj). Entre los lugares más importantes también se encontraban las ciudades fortificadas de Bar, Ulcinj y Budva. La frontera entre las dos Zetas no se puede trazar con precisión, pero se pueden determinar las zonas montañosas donde se encontraban.